# Ниобиди
Ниобидите са децата на Амфион от Тива и Ниоба в древногръцката митология.
- Според Аполодор – 7 сина и 7 дъщери: Агенор, Астикрация, Астиоха, Клеодокса, Дамасихтон, Евпинит, Исмен, Неера, Огигия, Пелопия, Федим, Фтия, Филомаха, Сипил, Тантал.
- Според Хигин: Архенор, Астикрация, Астинома, Хиас, Хлорида, Клеодокса, Дамасихтон, Евдокса, Евпинит, Исмен, Неера, Огигия, Федим, Фтия, Сипил, Тантал, Тера.
- Според Омир двамата имат 6 сина и 6 дъщери: Алфенор, Дамасихтон, Илионей, Исмен, Федим, Сипил, Тантал.
- Според Хезиод и Пиндар – 10 сина и 10 дъщери

Ниобидите са убити по нареждане на Лето.

## Галерия
- Ниобид, Palais Massimo alle Terme, Рим
- Смъртта на Ниобидите, 1591, Abraham Bloemaert (1566 – 1651)